# Рос (имя)
Рос (нидерл. Roos) — голландское женское имя. Происходит от лат. Rosa. Ещё одна версия происхождения — от раннегерманского Rod- или Hrôth-, что означает «слава», «известность».
Раньше некоторые ошибочно полагали, что имя происходит из среднеголландского ors или современного нидерл. ros, что означает «лошадь».
В 2005 году занимало 18-е место из 20 самых популярных имён в Нидерландах. А по исследованиям 2004 года было 67-м по популярности во Фландрии.